# Pararge lugens
Pararge lugens är en fjärilsart som beskrevs av Friedrich Wilhelm Niepelt 1921. Pararge lugens ingår i släktet Pararge och familjen praktfjärilar. Inga underarter finns listade i Catalogue of Life.